# Nemcsényi Adolf
Nemcsényi Adolf, Nemtsényi (Aranyosmarót, 1702. február 19. – Nyitra, 1757. április 22.) piarista áldozópap és tanár.

## Élete
1728-ban miséspappá szentelték. A humaniórákat Pozsonyszentgyörgyön, majd a bölcseletet tanította, azután a rend növendékeinek Győrött teológiát adott elő hat évig; innen Nyitrára küldték, ahol a növendékek felügyelő-tanára és a rendtagok teológiai tanára volt. Hat évig volt a nyitrai rendház rektora, 1741-től pedig a gimnázium igazgatója volt. Ő bontatta le nyitrai Szt. László piarista kolostor és templom helyén állt régi templomot, hogy az újat 1742-ben felépíthessék a helyére. 1748-ban és 1754-ben Rómába küldték a generális gyűlésre. 1748. június 27-től 1754-ig rendtartományi főnök volt, 1753-54-ben Szegeden lakott. A szegedi gimnázium oktatásának színvonalát megemelte, megkövetelte rendtársaitól a rendszeres munkát, egyúttal piarista szellemban alakította át az oktatást.

## Művei
- SangVInIs et nomInIs IllVstre ILLVstre DeCVs. Posonii, 1727 (Szapáry Péter grófot üdvözlő költemény)
- PrIMVs rVDIorIs aC noVeLLI VatIs partVs sub allo noMInc. Budae, 1730 (Grassalkovich Antal tiszteletére költ.)
- Invictissima Christi Amazon. Diva Catharina Tyranni Maximini victrix… 1730. nov. 15. Budae, 1730 (Költ. névtelenül)
- Epithalamium Leonino-chronistico versu confectum. Budae, 1732 (Péterffy József báró és Palugyay Éva eljegyzésére)
- Eucharisticon Stephano Zsidanich provinciae Mosoniensis aerarii praefecto generali dicatum. Budae, 1732
- Spiritualis Hymen. Posonii, 1732 (Eszterházy Imre gróf veszprémi püspök tiszteletére, széke elfoglalása alkalmából)
- Anathema clientale. Budae, 1733 (egyik hálálkodó növendéke nevében Grassalkovich Antalnak szentelve)
- Marci Aurelii vita illustris. Posonii, 1739
- S. Bernardi Epistolae et S. Augustini soliloquia novis curis expressa. Jaurini, 1750
- Vindiciae Vindiciarum Ambrosii Catharini, seu de necessaria in perficiendis sacramentis intentione Theologicam dissertationem, contra Domesticum impugnatorem vendicatam defensam confirmatam, magnaque rerum accessione auctam & illustratam, a F. Jacobo Hyacintho Serry, Ord. Praed. Doctore Sorbonico, el in Academia Patavina Primario… novissime vero post tertiam Anni 1733. editionem Patavinam, adnotationibus Polemico Scholasticis a se locupletatam. Jaurini, 1753